# Groupe scolaire Jean-Macé
Le groupe scolaire Jean-Macé, également dénommé écoles des cités de la fosse no 12 des mines de Lens ou écoles du 12 de Lens, est une école primaire située à Lens, dans le Pas-de-Calais en France, dans le bassin minier du Nord-Pas-de-Calais. Il s'agit à l'origine d'une école maternelle, d'une école élémentaire pour garçons et d'une autre pour filles bâties par la Compagnie des mines de Lens pour les enfants des familles des mineurs de sa fosse no 12.
En ce sens, elle est située au cœur des cités du 12, de part et d'autre de l'église Saint-Édouard. Les premières écoles sont bâties entre la fin du XIXe siècle et le début du XXe siècle. Détruites pendant la Première Guerre mondiale, elles sont reconstruites dans les années 1920. Il est plus tard baptisé en l'honneur de Jean Macé. Au début du XXIe siècle, les écoles sont toujours utilisées en tant que tel. Les écoles ainsi que la maison du directeur sont inscrites aux monuments historiques le 1er décembre 2009. Le 19 août 2010, le maire de Lens Guy Delcourt fait détruite en partie la maison du directeur, ce qui entraîne de nombreuses réactions. Le groupe scolaire et le logement du directeur ont été inscrits le 30 juin 2012 sur la liste du patrimoine mondial de l'Unesco.

## Historique

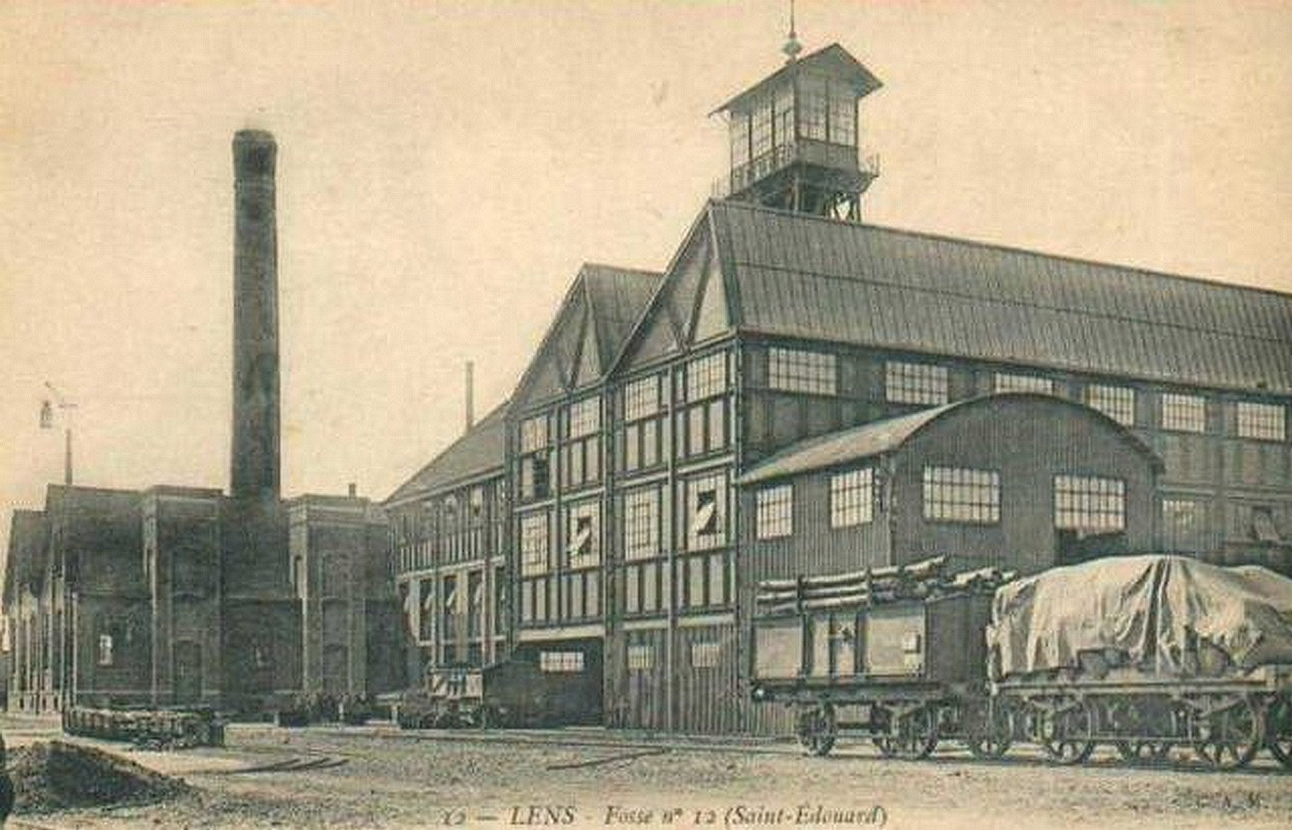
La fosse no 12, avant-guerre.

### Contexte
C'est en 1891 que la Compagnie des mines de Lens commence à Loos-en-Gohelle, près des limites avec Lens, le fonçage de sa fosse no 12. Le fonçage du puits est prend fin le 10 avril 1893. La fosse commence à extraire le 1er janvier 1894. Cette nouvelle fosse étant assez éloignée du centre-ville de Lens, un nombre assez important de logements est très rapidement construit sur le territoire de Lens, dont la population passe de 3 000 à 20 000 habitants, en moins d'une cinquantaine d'années.

### Période d'avant-guerre
Élie Reumaux réalise en 1896 un plan d'ensemble de la cité. La maison de l'ingénieur, l'habitation du chef-porion, 204 maisons, l'école des filles, le logement des sœurs, l'école de garçons, une maison curiale, une salle d'asile, un ouvroir, des jardins scolaires et des logements de fonction pour le personnel enseignant sont construits la même année. Une chapelle provisoire est bénie l'année suivante, et l'église Saint-Édouard est construite en 1899 d'après les plans des architectes Louis Croïn et Louis Marie Cordonnier.

### Période d'après-guerre

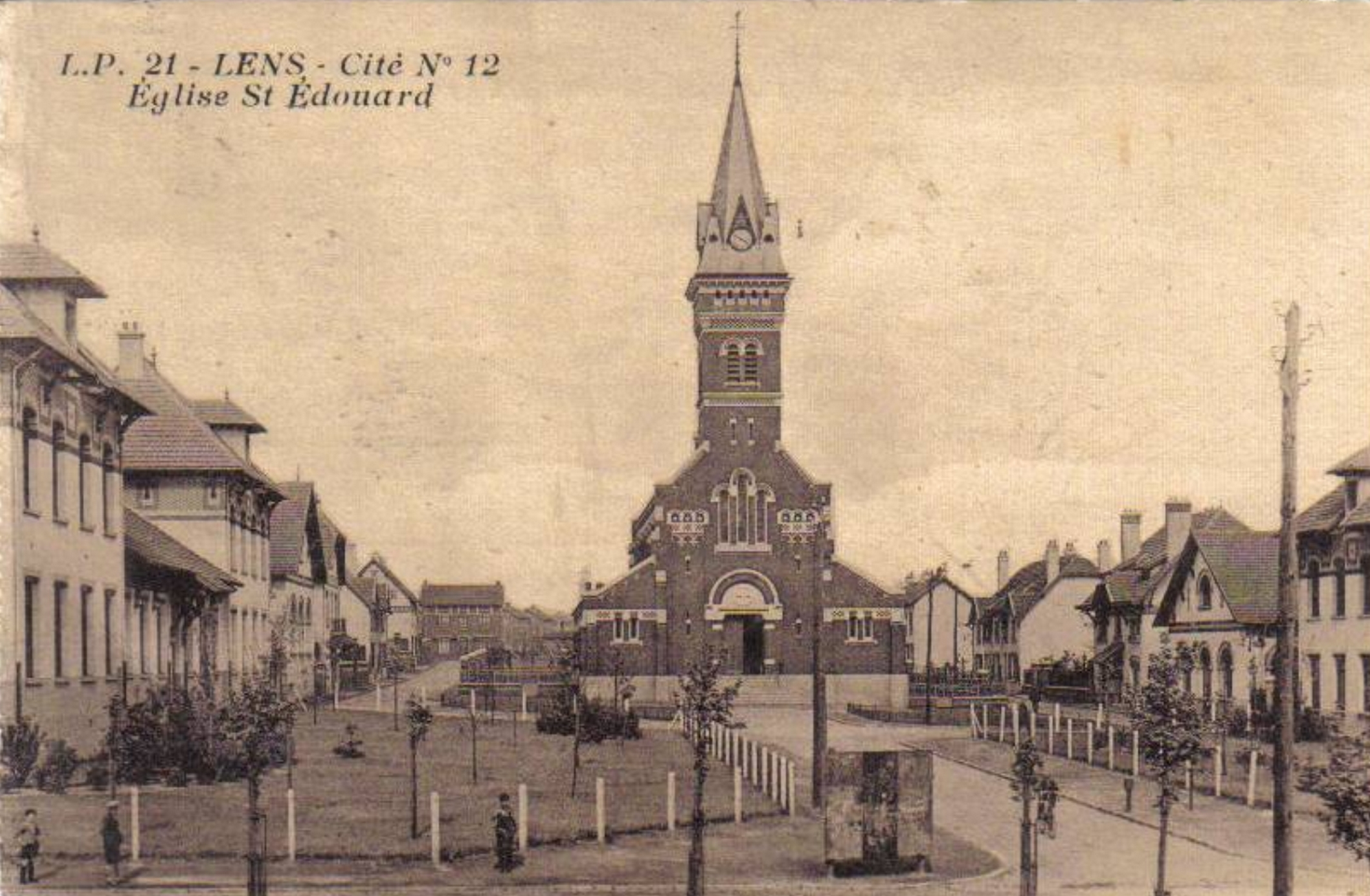
L'église dans les années 1920, entourée par les écoles.

La plupart des installations de la cité, dont les écoles et l'église, sont détruits par les bombardements de la Première Guerre mondiale. Une chapelle provisoire prend à nouveau la place de l'église, celle-ci est reconstruite à l'identique à partir de 1924 sur les plans de Louis Marie Cordonnier, en même temps que les écoles. Les ailes des écoles sont reconstruites avec l'adjonction d'un niveau supplémentaire. Le groupe scolaire, l'église et les bâtiments annexes forment un ensemble cohérent au cœur des corons.
Le groupe scolaire est ultérieurement baptisé en l'honneur de Jean Macé, sans que la date ne soit indiquée.

## Intérêt architectural
L'ensemble des façades et toitures du groupe scolaire, de l'ancienne habitation du directeur des écoles et de l'ancien patronage de la cité no 12, situés de part et d'autre de l'église Saint-Édouard, font l’objet d’une inscription au titre des monuments historiques depuis le 1er décembre 2009. Cette inscription est motivée par une reconnaissance de l’ensemble du bassin minier au patrimoine mondial de l'UNESCO, et constitue un préalable à la présentation du dossier.
Le jeudi 19 août 2010, Guy Delcourt, maire de Lens, a fait entamer la destruction de l'ancienne maison du directeur des écoles, abandonnée depuis de nombreuses années. Après constat par le conservateur régional des Monuments historiques, un arrêté préfectoral l'oblige dès le lendemain à interrompre cette démolition, d'autant plus que celle-ci n'est pas motivée par l'état de délabrement du bâtiment, mais par une volonté de se faire entendre pour avoir l'autorisation de démolir des logements miniers situés tout près de l'église, elle-même également inscrite. L'affaire connaît une grande médiatisation,,,,,. Le maire de Lens s'exécute, tout en confiant à l'État la charge de ce site.
Le groupe scolaire et l'habitation du directeur font partie des 353 éléments répartis sur 109 sites qui ont été inscrits le 30 juin 2012 sur la liste patrimoine mondial de l'Unesco. Ils constituent une partie du site no 63. Les habitudes du maire de Lens et de sa majorité municipale continuent, puisqu'à peine un mois après cette inscription, un coron constitué de vingt-six logements et long de 131 mètres, voisin des écoles, est entièrement détruit, malgré son classement.

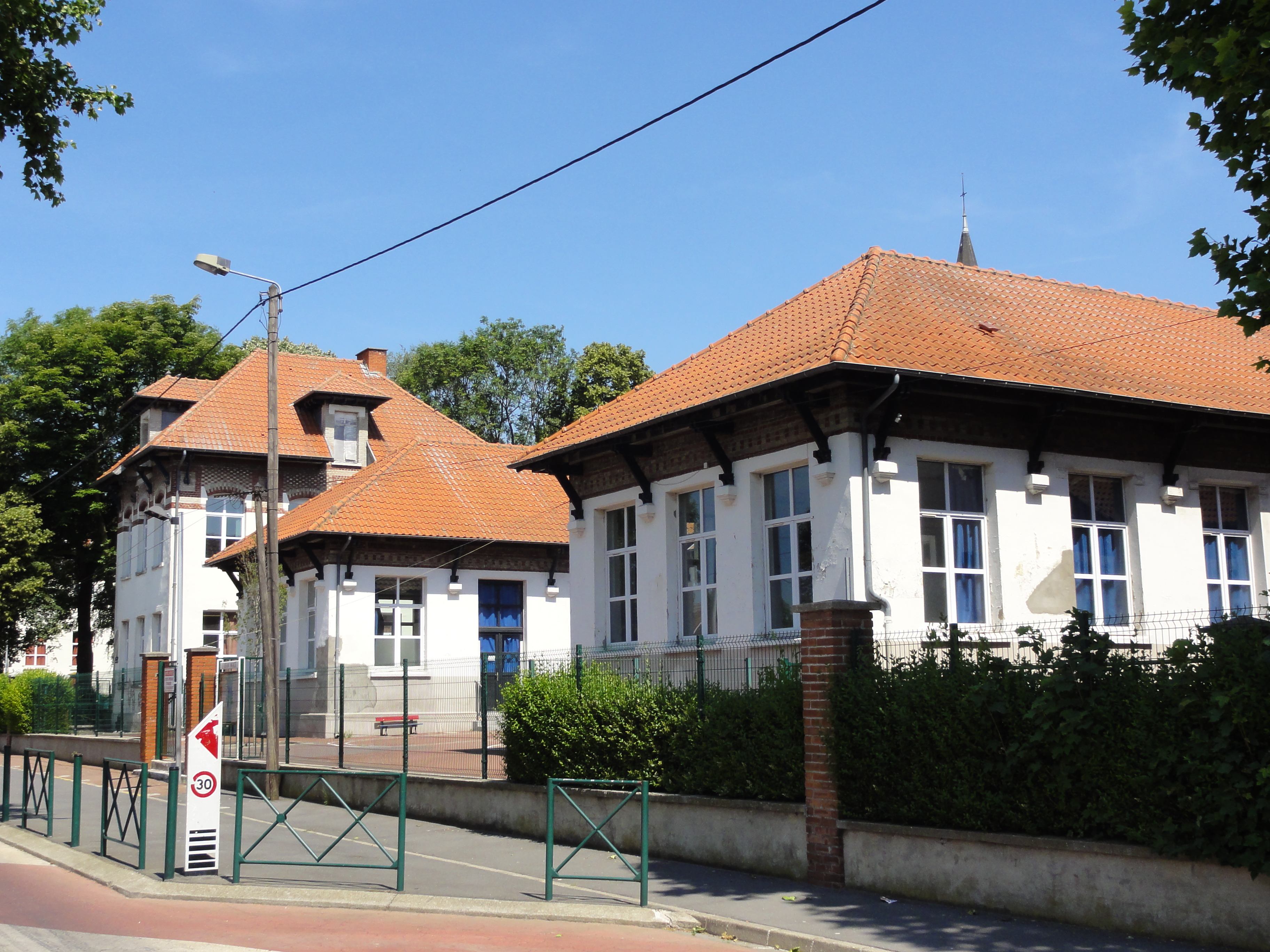
L'école maternelle, au premier plan.
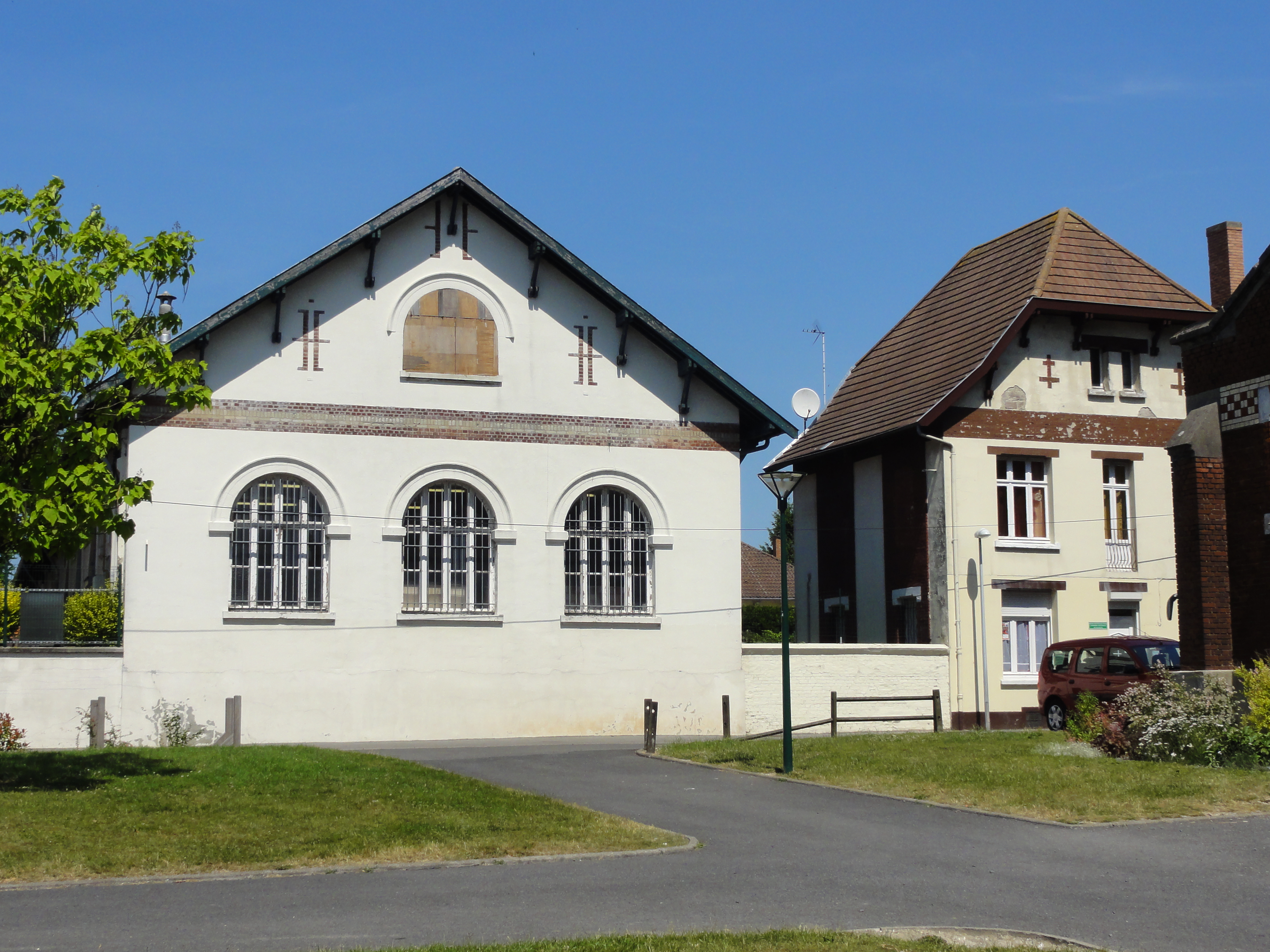
Une des ailes de l'école, et le presbytère.
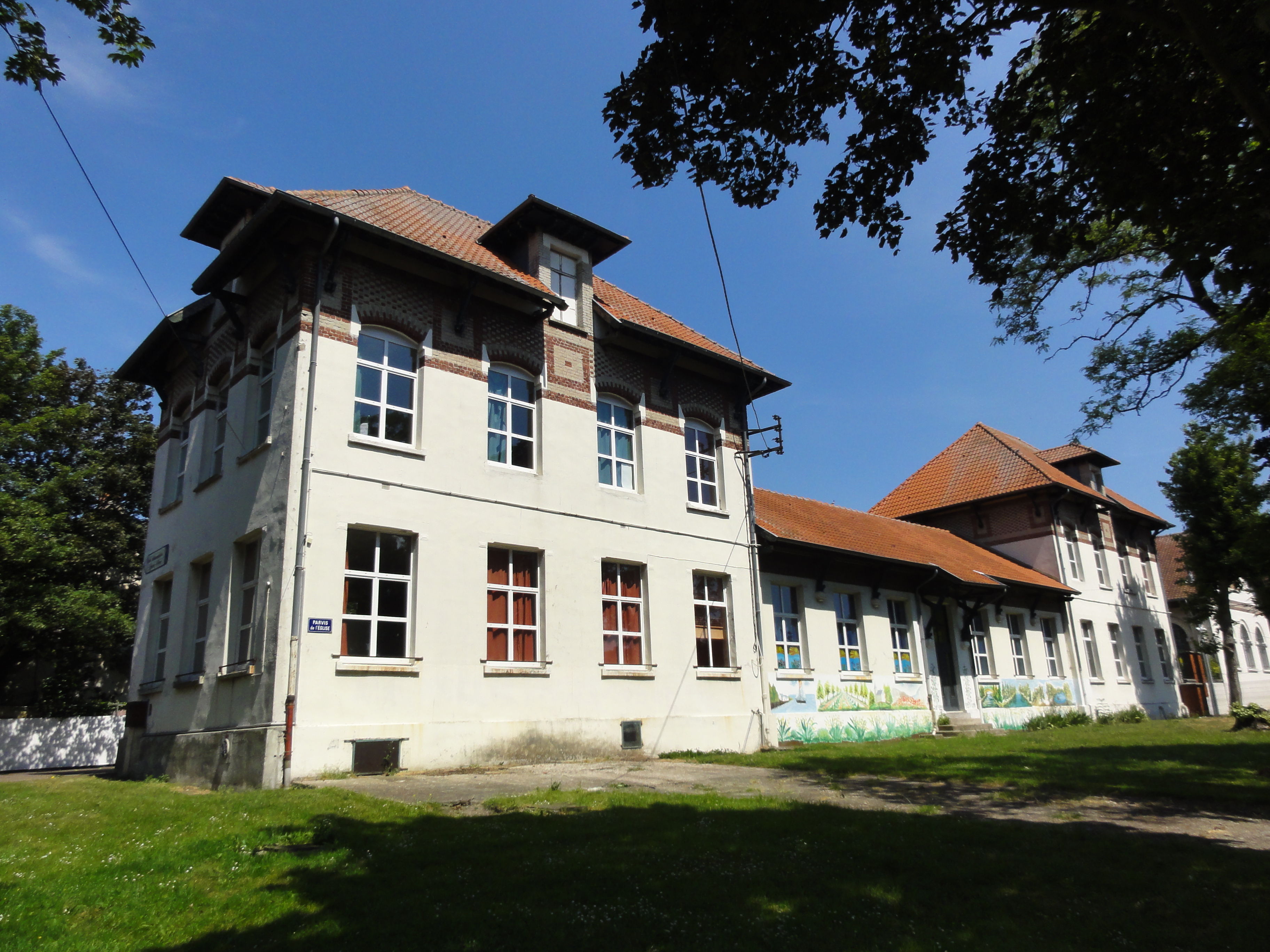
Une des ailes.
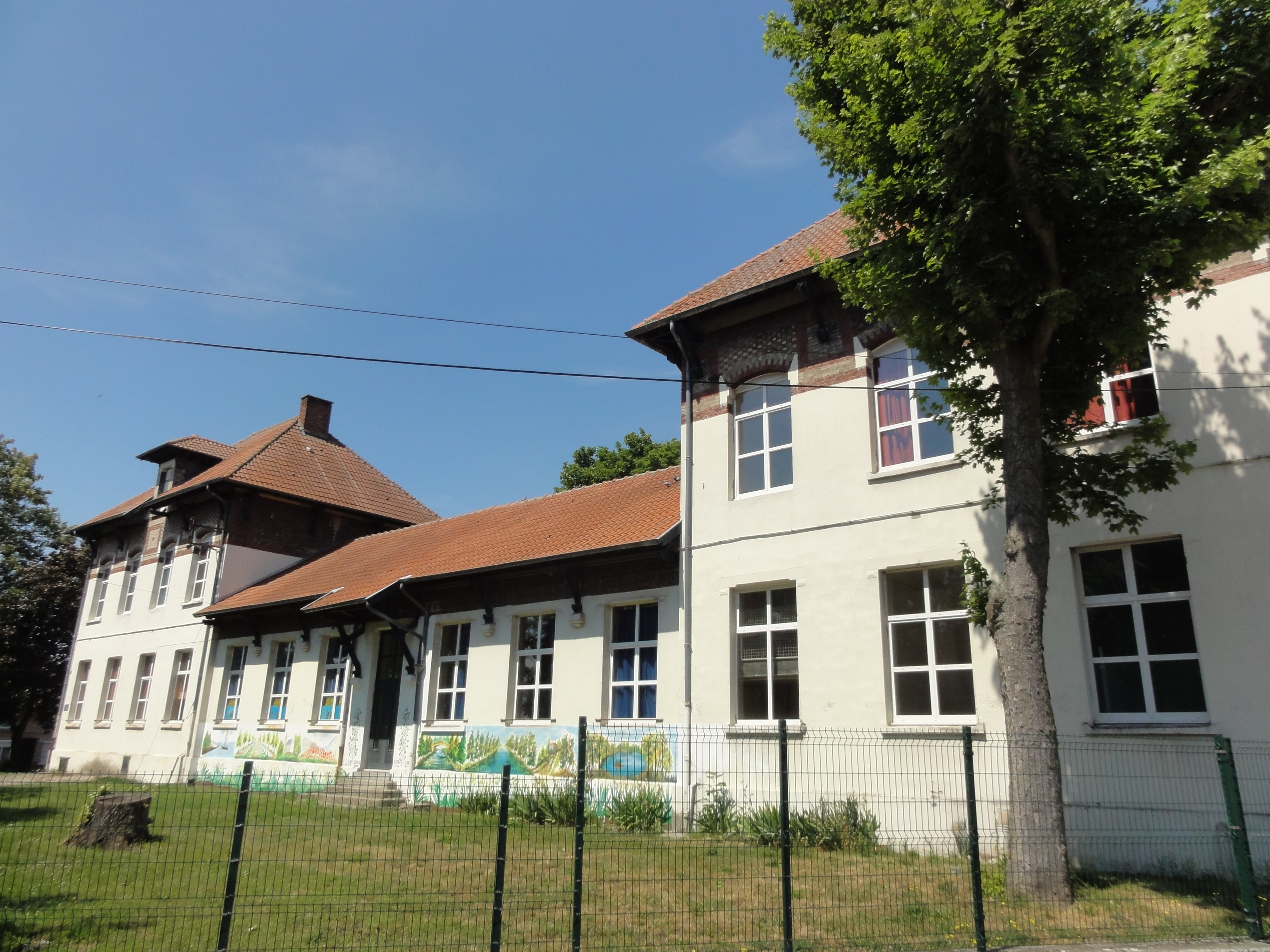
Une des ailes.
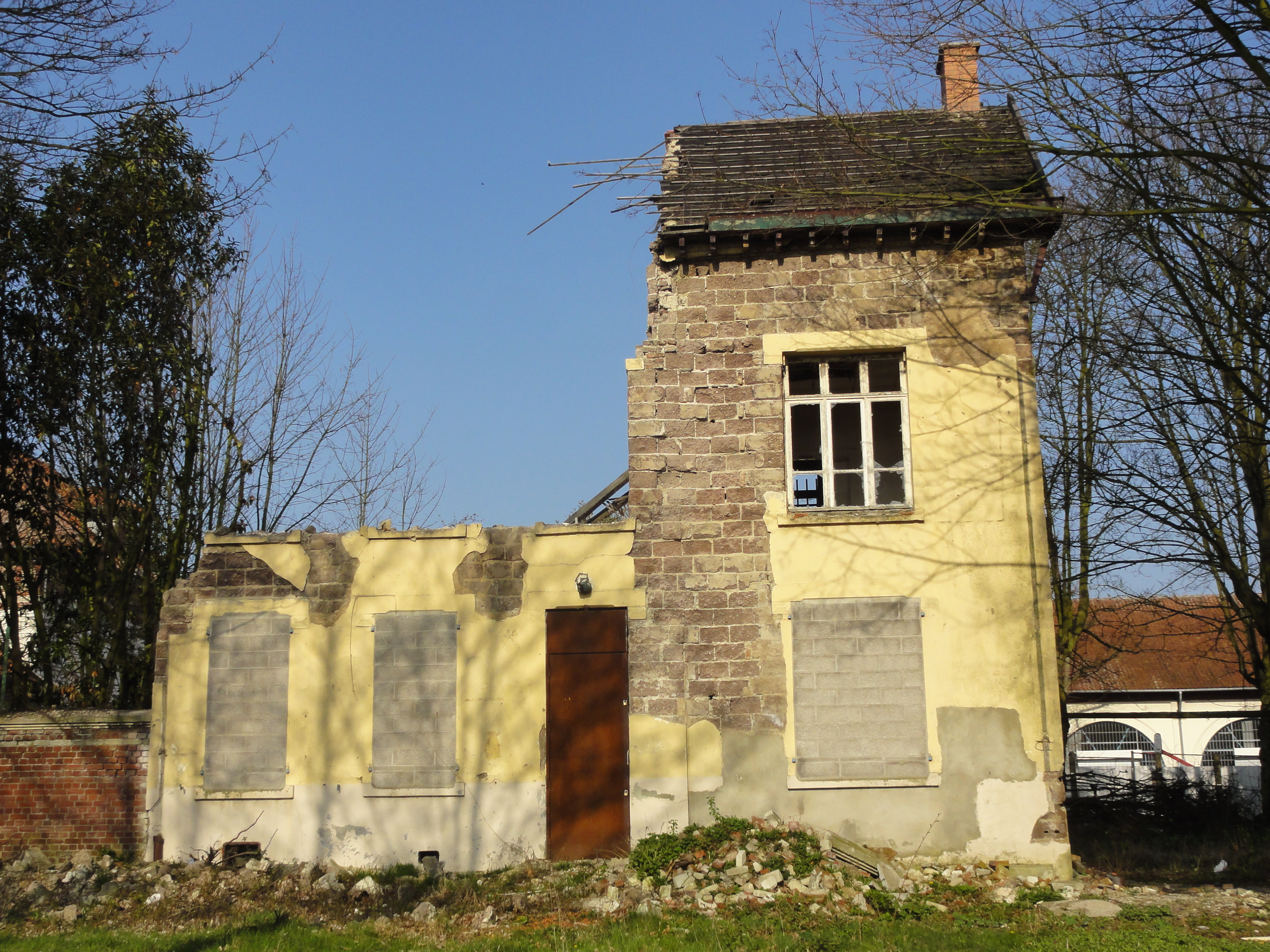
La maison du directeur, le 23 mars 2012.
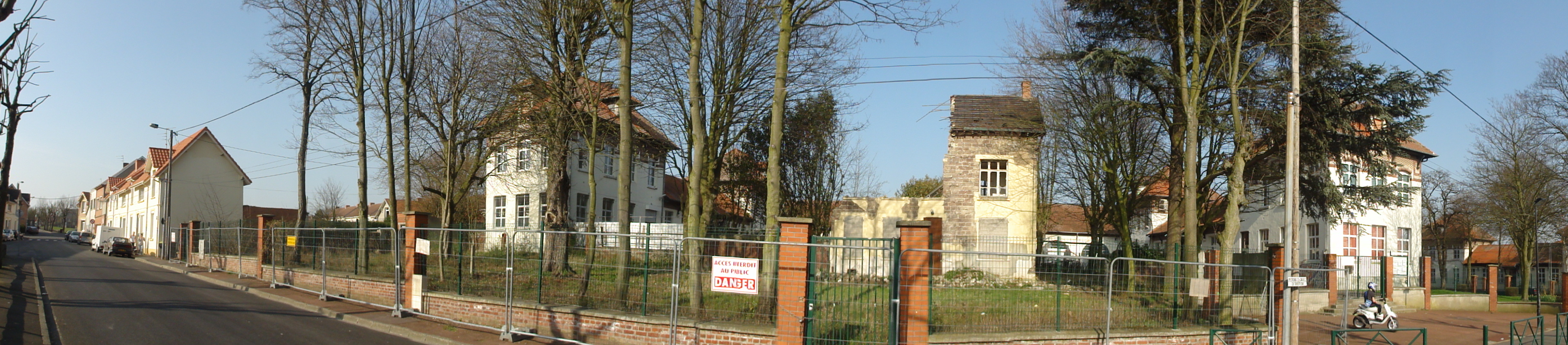
La maison du directeur et une partie du groupe scolaire.

### Wikinews
- 19 août 2010 : Le maire de Lens fait détruire un bâtiment protégé
- 24 juillet 2012 : Un coron détruit à Lens malgré son inscription à l'Unesco